# 岳维春
岳维春（1916年—2009年），男，奉天（今辽宁）义县人，中华人民共和国政治人物，曾任辽宁省建设厅厅长，辽宁省政协副主席。

## 生平
1940年毕业于日本名古屋高等工业学校土木工程系。1948年11月参加革命工作。2004年7月加入中国共产党。